# Ernesto Laclau

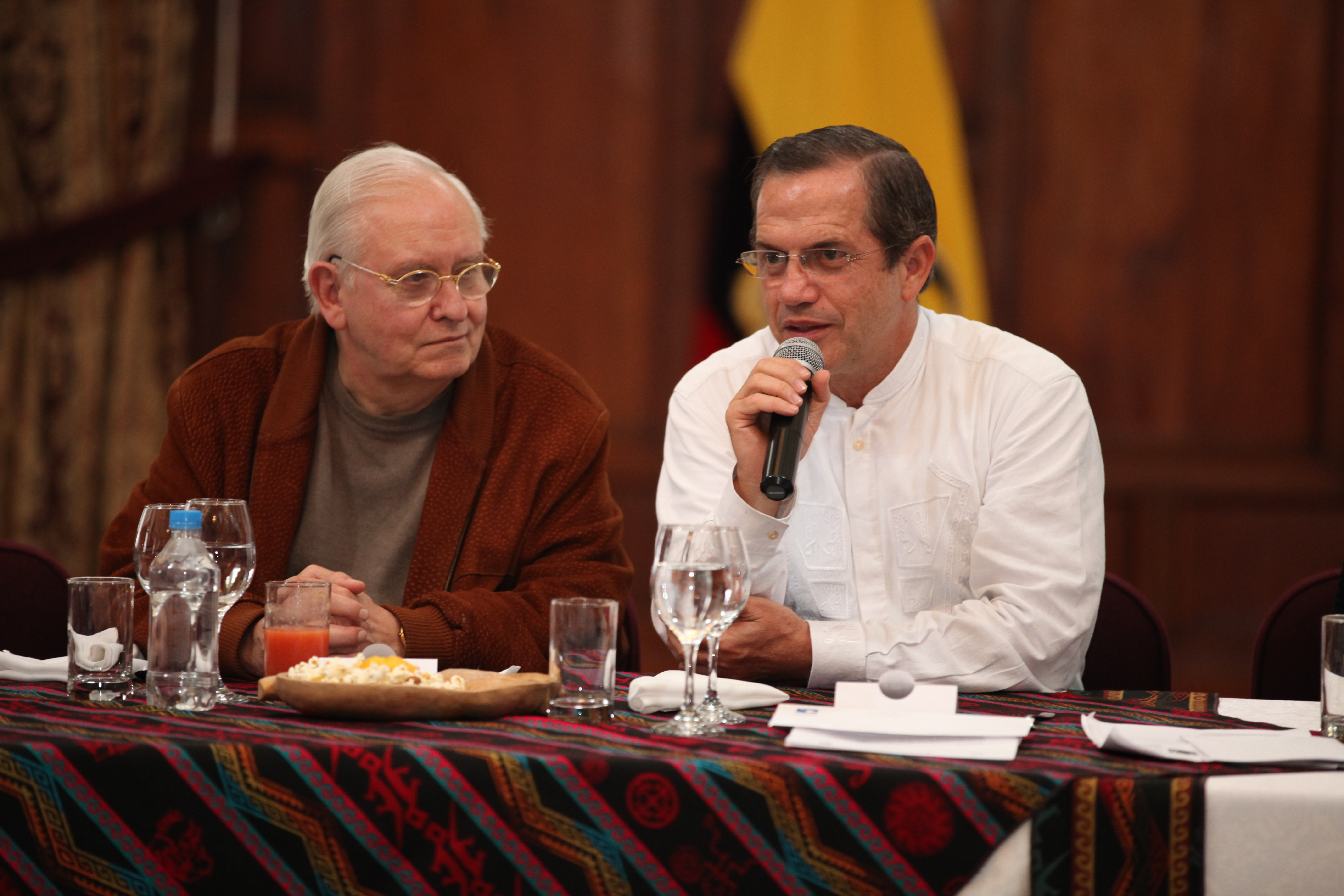
El excanciller ecuatoriano Ricardo Patiño en una reunión con Ernesto Laclau en Quito, Ecuador.

Ernesto Laclau (Buenos Aires, 6 de octubre de 1935-Sevilla, 13 de abril de 2014) fue un filósofo, teórico político y escritor postmarxista argentino. Era profesor-investigador en la Universidad de Essex y doctor honoris causa de la Universidad de Buenos Aires, Universidad Nacional de Rosario, Universidad Católica de Córdoba, Universidad Nacional de San Juan y Universidad Nacional de Córdoba. Entre sus libros más mencionados se encuentran Hegemonía y estrategia socialista, coescrito con Chantal Mouffe, y La razón populista. Era director de la revista Debates y Combates.

## Biografía
Ingresó a la carrera de Historia en la Universidad de Buenos Aires en 1954. Tras el golpe de Estado de 1955, en Argentina, Laclau participó en diversas agrupaciones políticas. Fue presidente del Centro de Estudiantes de la Facultad de Filosofía y Letras y en 1958 ingresó al Partido Socialista Argentino. Posteriormente ingresó al Partido Socialista Argentino de Vanguardia, debido a diferencias con respecto a la orientación marxista leninista del partido, que dejaba fuera del análisis fenómenos latinoamericanos como la Revolución Cubana. Hacia el interior del PSAV, lideró el Frente de Acción Universitaria. Finalmente, en 1962 ingresa al Partido Socialista de la Izquierda Nacional, liderado por Jorge Abelardo Ramos, el cual, desde una perspectiva trotskista y latinoamericana buscó acercarse al pueblo argentino a través del peronismo. Dirigió el periódico Lucha Obrera y publicó en la revista Izquierda Nacional, ambos ligados a dicho partido.
Durante su época universitaria, Laclau también fue ayudante del sociólogo Gino Germani y creador, junto a José Luis Romero, de la materia Historia Social en la facultad de Filosofía y Letras de la Universidad de Buenos Aires (UBA). En 1964, Laclau se titula como historiador. Trabajó como investigador y profesor en la Universidad Nacional de Tucumán y en el Instituto Di Tella. Desde 1969 se estableció en Inglaterra, donde recibió una beca para estudiar con Eric Hobsbawm. Finalmente se doctoró en la Universidad de Essex en 1977.
Desde 1986 se desempeñó como Profesor de Teoría Política en la Universidad de Essex, donde fundó y dirigió durante muchos años el programa de postgrado en Ideología y Análisis del Discurso, así como el Centro de Estudios Teóricos de las Humanidades y las Ciencias Sociales. El programa de postgrado ha servido de marco de investigación adecuado para el desarrollo de un tipo distinto del análisis del discurso, que se basa en la teoría postestructuralista (especialmente la obra de Lacan, Foucault, Derrida y Barthes) con el fin de articular los análisis innovadores de los fenómenos políticos concretos (identidades, discursos y hegemonías). Esta orientación teórica y analítica se construyó en la "Escuela de Essex del análisis del discurso".
En los últimos años se mostró cercano a la Confederación Socialista Argentina y sus dirigentes. El 13 de abril de 2014, falleció en Sevilla, España a los 78 años. Su compañera (por más de 30 años) fue la politóloga belga Chantal Mouffe.

## Hegemonía y estrategia socialista
Uno de los libros más importantes de Laclau es Hegemonía y estrategia socialista, que escribió con Chantal Mouffe y que, junto a otras obras, puede ser considerada una piedra fundacional del postmarxismo. Laclau y Mouffe insertan su teoría en un campo, como ellos mismos definen, postmarxista, el cual busca la deconstrucción del marxismo, cuestionando sus categorías modernas y reactivando el pensamiento político a través de articulaciones teóricas con el psicoanálisis lacaniano y la filosofía contemporánea (sobre todo los aportes de Derrida, Foucault, Wittgenstein, entre otros). 
En Hegemonía y estrategia socialista, Laclau y Mouffe rechazaron el determinismo económico marxista y la noción de que la lucha de clases es el antagonismo crucial en la sociedad. A cambio, llamaron por la democracia radical y el pluralismo agonístico en el que todos los antagonismos puedan ser expresados. En su opinión, «...una sociedad sin antagonismos es imposible», por lo que declararon que «la sociedad plena no existe», es quimérico pensar en el cierre de «lo social».
En dicha obra, Laclau expone una genealogía del concepto de hegemonía, recorriendo los planteamientos de Rosa Luxemburgo, Karl Kautsky, Gueorgui Plejánov, Eduard Bernstein, Georges Sorel, León Trotski, Vladímir Lenin, llegando finalmente a Antonio Gramsci. Analizando los reductos esencialistas presentes en la dimensión económica, Laclau critica tres tesis del marxismo ortodoxo:
- La neutralidad de las fuerzas productivas: El trabajo, desde el marxismo, es reducido a un economicismo a través de la noción de mercancía, ello excluye la posibilidad de dar cuenta en el trabajo de procesos laborales no reducibles a la economía, los que justamente explican el no cumplimiento de la pauperización, de la no agudización de las contradicciones, la emergencia de la fragmentación social, la burocratización de los sectores medios, la emergencia de luchas sociales paralelas y diferentes a las de clase, etc.
- La homogeneización y pauperización creciente de la clase obrera: La historia ha demostrado que los obreros ahora también son trabajadores intelectuales y con buenos salarios y niveles de vida en muchos casos. Como plantea Laclau: "la fragmentación de la clase obrera es una fragmentación de posiciones entre distintos agentes sociales, y no tienen en cuenta un hecho más real y del que el marxismo clásico era bien consciente: que existe una fragmentación de posiciones en el interior mismo de los agentes sociales, los cuales carecen, por tanto, de una identidad racional última".[13]
- El interés fundamental de la clase obrera en el socialismo: Citando a Laclau: "La búsqueda de la «verdadera» clase obrera es un falso problema, y como tal carece de toda relevancia teórica o política. Lo anterior no implica, evidentemente, que haya una incompatibilidad entre clase obrera y socialismo sino la afirmación, muy distinta, de que no es posible deducir lógicamente intereses fundamentales en el socialismo a partir de determinadas posiciones en el proceso económico”.[13]

Posteriormente desarrolla su propia teoría sobre la hegemonía, en la cual las nociones de articulación, sobredeterminación, discurso, sujeto, antagonismo y lógicas equivalenciales y diferenciales van dando cuenta de la operación de lo político. En dicha teorización, el antagonismo, como lucha política en el marxismo, es atravesada por el psicoanálisis lacaniano, por lo que es análoga a una falta constitutiva en la sociedad que impide su cierre o plenitud. Lo político es definido como la lucha por la hegemonía a través de la conquista de lo que Laclau llama «significantes flotantes» o «vacíos», los cuales, estando sobredeterminados discursiva y libidinalmente, articulan a las diversas demandas sociales y por tanto a los sujetos a determinadas posiciones. La democracia radical y plural es planteada como lógica política, la cual por sí misma no implica un proyecto específico sino un campo de acción para la posibilidad de un proyecto revolucionario.

## Obras publicadas
- Modos de producción en América Latina (1ª edición). México: Siglo XXI. 1973. Autores: Carlos Sempat Assadourian, Ciro Flamarion S. Cardoso, Horacio Ciafardini, Juan Carlos Garavaglia y Ernerto Laclau.[14]
- Tres ensayos sobre América Latina (1ª edición). España: Anagrama. 1973. ISBN 9788433903631. Autores: Rodolfo Stavenhagen, Ernesto Laclau y Ruy Mauro Marini.[15]
- Política e ideología en la teoría marxista: capitalismo, fascismo, populismo (1ª edición). México: Siglo XXI. 1978. ISBN 9788432303159. (Biblioteca del pensamiento socialista)[16]
- Hegemonía y estrategia socialista - Hacia una radicalización de la democracia (1ª edición). España: Siglo XXI. 1987. ISBN 84-323-0619-3. En coautoría con Chantal Mouffe.[17]
- Debates sobre el estado capitalista (1ª edición). Argentina: Imago Mundi. 1991. ISBN 978-950-99671-5-1. Con Nicos Poulantzas y Ralph Miliband.
- Nuevas reflexiones sobre la revolución de nuestro tiempo (1ª edición). Argentina: Nueva Visión. 1993. ISBN 978-950-602-292-1.
- Carpani: gráfica política (1ª edición). Argentina: Ayer. 1994. ISBN 978-987-97493-0-2. Con Luis Felipe Noé
- Crisis de la filosofía: crisis de la política (1ª edición). Argentina: Universidad de Buenos Aires. 1995. ISBN 978-950-29-0205-0. Obra colectiva
- Emancipación y diferencia (1ª edición). Argentina: Ariel. 1996. ISBN 978-950-9122-38-3.
- Desconstrucción y pragmatismo (1ª edición). Argentina: Paidós. 1998. ISBN 9789501265040. Trabajos de Simon Critchley, Ernesto Laclau y Jacques Derrida compilados por Chantal Mouffe.[18]
- Misticismo, retórica y política (1ª edición). México: Fondo de Cultura Económica. 2002. ISBN 9789505574919.
- Contingencia, hegemonía, universalidad: diálogos contemporáneos en la izquierda (1ª edición). Argentina: Fondo de Cultura Económica. 2002. ISBN 978-950-557-512-1. En coautoría con Judith Butler y Slavoj Žižek.
- Psicoanálisis y filosofía (1ª edición). Argentina: Escuela de la Orientación Lacaniana - EOL. 2004. ISBN 978-987-9122-17-4. En coautoría con Slavoj Žižek y Alain Badiou.
- Pensar este tiempo (1ª edición). Argentina: Paidós. 2005. ISBN 978-950-12-6552-1. En coautoría con Scott Lash y Chantal Mouffe.
- La Razón Populista (1ª edición). Argentina: Fondo de Cultura Económica. 2005. ISBN 978-950-557-635-7.
- Debates y combates: Por un nuevo horizonte de la política (1ª edición). Argentina: Fondo de Cultura Económica. 2008. ISBN 978-950-557-753-8.
- Filosofía para la ciencia y la sociedad: indagaciones en honor a Félix Gustavo Schuster (1ª edición). Argentina: Fundación CICCUS. 2010. ISBN 978-987-1599-29-5. En coautoría con Emilio de Ípola, Bruno Winograd y Cecilia Hidalgo.
- Tres pensamientos políticos (1ª edición). Argentina: Universidad de Buenos Aires. 2010. ISBN 978-950-29-1225-7. En coautoría con Álvaro García Linera y Guillermo O'Donnell.
- Reinventar la izquierda en el siglo XXI (1ª edición). Argentina: Universidad Nacional de General Sarmiento. 2014. ISBN 978-987-630-192-3. Obra colectiva.
- Los fundamentos retóricos de la sociedad (1ª edición). Argentina: Fondo de Cultura Económica. 2014. ISBN 978-987-719-029-8.

## Premios
- Doctor honoris causa, Universidad de Buenos Aires.[2]
- Doctor honoris causa, Universidad Nacional de San Juan.[19]
- Doctor honoris causa, Universidad Católica de Córdoba.[20]
- Doctor honoris causa, Universidad Nacional de Córdoba.[20]
- Doctor honoris causa, Universidad Nacional de Rosario.[21]